# Heliodoro Faus Pérez
Heliodoro Faus Pérez (Ròtova, 19 de marzo de 1938) es un maestro valenciano, alcalde de Rótova.

## Biografía
Heliodoro Faus Pérez, alcalde de Rótova después de las primeras elecciones democráticas  de 1979, nació el 19 de marzo de 1938 en Rótova y  reside actualmente en Gandia.
Estudió peritaje mercantil pero su vocación real fue la de maestro. Fue profesor sucessivamente en Mislata (1962), Cullera (1963) y Sueca (1967). Regresó a Cullera a 1968 y finalment a Gandia (1979) hasta su jubilación en 1998. Fue pionero de los movimientos de renovación pedagógica y en la práctica de actividades de la naturaleza.
Entre los años 1955-1965 perteneció a la Juventud de Acción Rural Católica (JARC).

En el 1979, al llegar las primeras elecciones municipales democráticas, encabezó una llista independiente y progresista en Rótova. El resultado fue un empate a cuatro concejalias con la Unión de Centro Democrático (UCD) y una concejalia para el PSPV-PSOE.
Como alcalde de este primer ayuntamiento democrático inició muchos proyectos novedosos para el pueblo en el ámbito urbanístico, sanitario, deportivo, musical (favoreció la reaparición de La Rotovense Musical) y sobre todo cultural, creando una biblioteca, publicando la revista “Anem fent Llavor” e iniciando la tradición de les semanas culturales.
El cambio de sentido del voto del regidor del PSPV-PSOE le forzó  a dejar la alcaldía el 12 de marzo de 1982.